# Christine Laszar
Christine Laszar, née le 19 décembre 1931 à Ortelsbourg en Prusse-Orientale (actuel Szczytno en Pologne) et morte le 17 novembre 2021 à Berlin (Latium), est une actrice allemande, qui a surtout travaillé sur scène et au cinéma en RDA.

## Biographie
Laszar est diplômée de l'école d'art dramatique Max-Reinhardt de Berlin-Ouest et commence sa carrière théâtrale au Renaissance-Theater. Elle s'est produite au cabaret Die Stachelschweine et à la Münchner Schaubude. En RDA, elle s'est produite à la Volksbühne Berlin.
Au « Theater der Zeit », dans la salle Goethe de Munich, Laszar joue le rôle de Fressy, l'amoureuse du général, dans la pièce de Rolf Honold Geschwader Fledermaus, qui dénonce la guerre d'Indochine. Le réalisateur Erich Engel lui confie le même rôle en 1957, en même temps que le rôle principal féminin dans son film du même nom produit par Deutsche Film AG (DEFA).
Elle obtient ensuite un emploi fixe à la DEFA. Dans des films policiers et des thrillers politiques, elle incarne des femmes froides et intelligentes. Au début, on la voit dans des rôles sympathiques, mais à partir de 1963, elle est régulièrement engagée dans des rôles de criminelles dangereuses, notamment en 1964 dans le rôle de Frau Sievers dans Pension Boulanka (de). En 1966, Wolfgang Carlé commentait dans le livre Schauspieler von Theater, Film und Fernsehen : « Espérons que nous verrons bientôt Christine Laszar dans un rôle qui nous montrera de nouvelles variantes de son talent ».
Laszar, devenue entre-temps conseillère municipale de Teltow, s'est produite à la Volksbühne et dans des séries télévisées. Au début des années 1970, elle devient scénariste de télévision à la Deutscher Fernsehfunk, où elle réalise entre autres des portraits d'artistes. En 1969 et 1973, elle apparaît dans les séries télévisées Krupp und Krause et Eva und Adam. Elle apparaît pour la dernière fois en 1979 dans la comédie Alma schafft alle, diffusée en mai 1980, dans un rôle secondaire de réceptionniste. Gravement malade, Laszar se retire dans la vie privée dans les années 1980.

### Vie privée
Dans les années 1950, Christine Laszar a été mariée en premières noces à l'acteur et metteur en scène Rudolf Schündler. Leur fille Katrin Schündler, née de ce mariage, a ensuite travaillé comme scénariste et présentatrice à la Deutscher Fernsehfunk. En 1958, Laszar et sa fille s'installèrent en RDA et épousèrent peu après le journaliste Karl Eduard von Schnitzler,. Un divorce est prononcé en 1962 après quatre ans de mariage.
Laszar a déménagé en 1993 à Nykøbing Mors au Danemark, mais elle est revenue à Rostock en raison de problèmes de santé - sa vue baissait de plus en plus. Elle est décédée le 17 novembre 2021 à l'âge de 89 ans après une longue maladie. Elle vivait en dernier lieu à Berlin.

## Filmographie
- 1954 : Zwischenfall im Roxy
- 1958 : Geschwader Fledermaus d'Erich Engel
- 1959 : Die Premiere fällt aus
- 1959 : Bevor der Blitz einschlägt (de) de Richard Groschopp (de)
- 1959 : Weißes Blut
- 1960 : Hochmut kommt vor dem Knall
- 1960 : Liebe auf den letzten Blick
- 1961 : Der Fremde
- 1961 : Der Arzt von Bothenow
- 1961 : Der Traum des Hauptmann Loy de Kurt Maetzig
- 1961 : Der Mann mit dem Objektiv (de) de Frank Vogel
- 1962 : Das Stacheltier : Der Fluch der bösen Tat
- 1962 : Tempel des Satans
- 1962 : Der Tod hat ein Gesicht
- 1963 : Strictement confidentiel (For Eyes Only) de János Veiczi
- 1963 : Carl von Ossietzky
- 1964 : Schwarzer Samt (de) de Heinz Thiel (de)
- 1964 : Pension Boulanka (de) de Helmut Krätzig (de)
- 1965 : Hamida de Jean Michaud-Mailland
- 1965 : Mörder auf Urlaub (Ubica na odsustvu)
- 1966 : Schwarze Panther de Josef Mach
- 1967 : Le Glaive et le Bouclier de Vladimir Bassov
- 1968 : Tod im Preis inbegriffen
- 1969 : Die Dame aus Genua
- 1969 : Krupp und Krause (série télévisée)
- 1973 : Privat nach Vereinbarung (série télévisée Eva und Adam)